# David Reyes
David Andrés Reyes Ferrada (San Antonio, 17 gennaio 1985) è un calciatore cileno, portiere del San Antonio Unido.